# Attentat de 1994 à l'hôtel Asni à Marrakech
Pour les articles homonymes, voir Attentat de Marrakech.
L'attentat à l'hôtel Atlas-Asni à Marrakech a eu lieu le 24 août 1994. L'enquête a démontré que plusieurs attentats similaires étaient planifiés.

## Déroulement des opérations
Un commando de deux hommes armés et cagoulés tirent des coups de feu en l'air, s'emparent de la caisse et prennent pour cible un petit groupe de touristes présent dans le hall. Deux Espagnols sont tués et une Française grièvement blessée.
Le commando terroriste était composé de Stéphane Aït Idir, Redouane Hammadi et Tarek Felah, trois ressortissants français d'origine algérienne et marocaine ayant grandi à la Cité des 4000 à La Courneuve (Seine Saint-Denis). Les deux premiers se seraient radicalisés en fréquentant la mosquée de leur ville ainsi que via les éducateurs de leur club de sport de combat. Ils partent s'entrainer dans les camps islamistes en Afghanistan et Pakistan puis partent faire le « djihad » lors de la guerre de Bosnie. 
Au total, selon l'enquête menée par les autorités marocaines, quatre groupes comprenant sept personnes devaient commettre des attentats le même jour à Tanger, Fez, Casablanca et Marrakech, mais un seul passera à l'action.

## Conséquences
L'attentat a aggravé les relations entre l'Algérie et le Maroc. Le Maroc, croyant en l'implication des services secrets algériens compte tenu de l'origine algérienne des criminels, convoque des centaines d'Algériens aux commissariats locaux, et demande à tous les ressortissants algériens sans carte de séjour de quitter le royaume. Des visas deviennent nécessaires pour les ressortissants algériens,, et l'Algérie décide de la fermeture de la frontière terrestre (la frontière aérienne restant ouverte) entre les deux pays. 
Bien que le Maroc supprime l'obligation de visa en 2004, suivi de l'Algérie en 2005, la situation de la frontière terrestre n'a pas évolué depuis 1994, l'Algérie refusant la réouverture.

## Procès
Les sept inculpés sont jugés au Maroc en 1995. Les Français Stéphane Aït Idir et Redouane Hammadi reconnaissent leur implication dans l'attentat mais affirment que c'est Tarek Falah, en fuite, qui a tué les Espagnols. Défendus par Arnaud Montebourg, ils sont condamnés à mort. Hamel Harzoug est également condamné à mort pour avoir tiré sur un cimetière juif, sans faire de victime. Trois autres sont condamnés à la prison à vie. Le journal La Croix évoque à propos d'eux : « un manque d'intégration dans la société française (la plupart sont sans emploi) et le sentiment qu'il est par contre possible de changer les choses au pays natal. Pour les accusés, le régime marocain est haïssable parce que pas vraiment islamiste ».
Ils errent depuis dans le quartier des condamnés à mort de la prison de Kénitra, le Maroc n'appliquant plus cette peine. Les familles des deux Français se mobilisent pour dénoncer leurs conditions de détention et demandent l'intervention de la France. Alors qu'ils sont notamment maintenus à l'isolement avec des promenades rares et menottés, ils mènent des grèves de la faim pour demander de meilleurs conditions. En 2014, ils mènent une nouvelle grève de la faim pour demander à sortir du couloir de la mort et à être incarcéré avec les autres détenus de droit commun, voir de purger leur peine en France.
Tarek Falah sera arrêté en France et condamné à cinq ans de prison en 1997 tandis que Abdelilah Ziyad, recruteur de la filière, est condamné à huit années de prison, pour association de malfaiteurs terroristes, mais ne sont pas jugés pour les faits liés à l'attentat de Marrakech. Abdelilah Ziyad poursuit ses prêches radicaux après sa libération. Accusé d'être le mentor d'un des terroristes du Bataclan Ismaël Omar Mostefaï, il est expulsé vers le Maroc en 2021.

## Implication des services algériens
En 2010, Karim Moulay, ex-agent des services secrets algériens, confesse au journal marocain Al Massae l'implication des services secrets algériens dans l'attentat de 1994. Pourtant, aucun mandat d'arrêt n'a été émis contre lui, malgré sa reconnaissance de son implication dans la tuerie,  et le gouvernement marocain n'a pas réagi à ces révélations.
Driss Basri, ancien ministre de l'Intérieur marocain, justifie cette implication des services secrets algériens comme une volonté d'attirer l'attention de la scène internationale sur le combat que menait seule l'Algérie contre le terrorisme à l'époque. En ciblant des touristes européens, dans un centre touristique mondial, et en faisant appel à des franco-marocains, Alger espérait marquer les esprits occidentaux.[réf. nécessaire]
Les conséquences géopolitiques de cet attentat ont donc creusé les divergences entre Maroc et Algérie.
À l'inverse, le journal algérien Le Jeune Indépendant pourfend cette thèse et affirme que les services marocains ont contraint les accusés à mettre en cause l'Algérie.